# AWS (гурт)
AWS — угорський гурт з Будакесі, який виконує музику у жанрі Металкор та пост-хардкор. До його складу входять Бенце Брукер, Даніель Кекеньєш, Ерс Шіклоші, Арон Вереш та Шома Шіслер. Представник Угорщини на пісенному конкурсі Євробачення 2018 з піснею «Viszlát nyár» (угор. До побачення, літо).

## Історія

### Ранні роки
Гурт був заснований 2006 року Ершом Шіклоші, Бенце Брукером, Даніелем Кекеньєшем і Ароном Верешем, коли вони разом вчилися в середній школі. У початковий період, рок-група функціонувала як справжній шкільний ансамбль. Формування в 2006 році приурочено до прощального концерту на шкільному випускному. Це був їх перший публічний виступ, здебільшого вони ще грали кавери. Незабаром після цього був зроблений «гаражний запис» пісні «Alone», але вона була лише видана для вузького кола осіб.

### 2011 — 2017
Їх перший великий альбом Fata Morgana вийшов у квітні 2011 року з англійськими текстами. Через фінансові труднощі групи, роботу та університетську діяльність, запис був дуже довгим. Не допомогло прогресу і те, що всі інструменти були записані в іншій студії. З позитивного боку, однак, почались перші фестивальні виступи групи, що дозволило їм побувати, зокрема, на фестивалях Island і EFOTT, а також вийти до фіналу конкурсу талантів International Live Award, де вони змогли виступити перед тисячами людей у Відні. Звідси вони нарешті змогли повернутися додому з титулом «Краща іноземна група» та іншими призами. В цьому ж році був знятий перший відеокліп гурту на пісню «Takard el». Режисером відео виступив Зомборац Віраг.
Гурт став переможцем конкурсу MTV Brand New Winning Band of the Year 2011, а також став фіналістом спеціального призу International Live Awards.
Незабаром після випуску Fata Morgana учасникам стало ясно, що вони хочуть писати комерційно вигідні пісні угорською мовою. Записи були зроблені Бенце Брукером в студії звукозапису Supersize в Тойокбалінте під керівництвом продюсера та звукорежисера Золтана Варги, який також зводив записи. Чотири пісні, записані таким чином, вийшли на EP «World Position». На всі чотири записи з платівки гурт записав відео.

### 2017 — наші дні
У грудні 2017 року AWS виграли угорський відбір на Євробачення 2018 та стали представником своєї країни на цьому конкурсі.
13 жовтня 2019 року виступили в м. Хуст Закарпатської області.
5 лютого 2021 року гурт повідомив, що після тривалої боротьби з лейкемією у віці 29 років помер вокаліст Ерш Шіклоші.

## Дискографія
- Fata Morgana (2011)
- Világposztolás EP (2012)
- Égésföld (2014)
- Kint a vízből (2016)
- Viszlát nyár (2017)